# تغير المناخ في كوريا الجنوبية

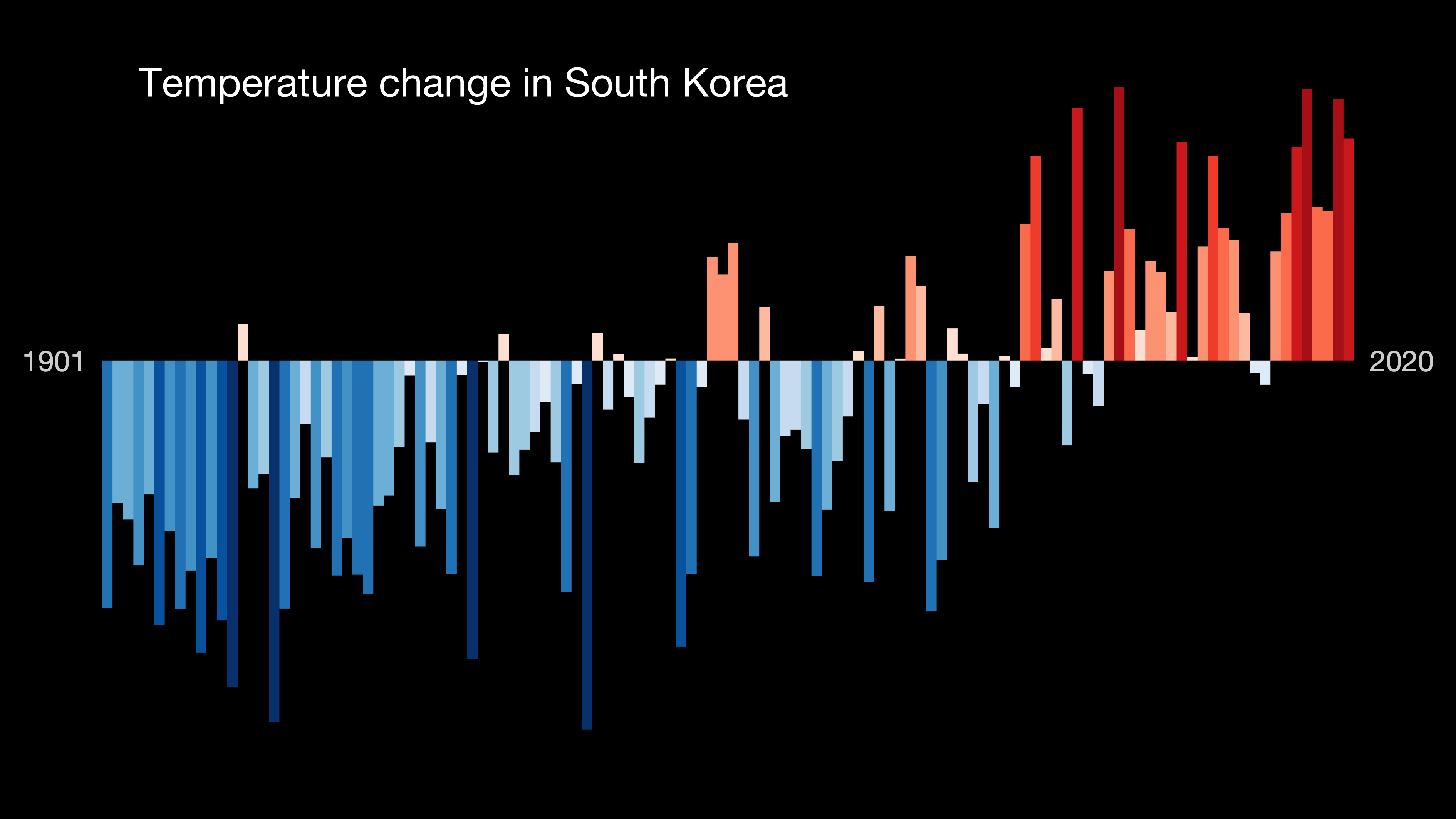
تغير المناخ في كوريا الجنوبية

تسارعت آثار تغير المناخ في كوريا الجنوبية منذ تطورها الحضري والصناعي السريع منذ ستينيات وحتى ثمانينات القرن العشرين. أطلق التصنيع والزيادة في عدد السكان ملوثات مختلفة وغازات دفيئة، وهي من العوامل البشرية لتغير المناخ. تشهد كوريا الجنوبية تغيرات في مؤشرات المناخ، بما في ذلك درجات الحرارة السنوية وكميات الأمطار والهطول. يتمثل التغير المناخي الأكثر تميزًا في كوريا الجنوبية بزيادة مدى تقلب درجات الحرارة على مدار الفصول الأربعة. قلّ عدد الأيام التي تسجل فيه كوريا الجنوبية درجة حرارة قياسية بسرعة، وزاد الحد الأقصى لهطول الأمطار خلال فصل الصيف. لقد أدى التغير المناخي العالمي المستمر إلى حدوث تغيرات مناخية محلية وطقس قاس يؤثر على: الظروف الاجتماعية والاقتصادية والصناعية والثقافية، والعديد من القطاعات الأخرى. تزيد الاحتمالية المتصاعدة لظهور أنماط جديدة من عوامل الطقس المتسارعة والمدمرة، خطورة تغير المناخ. للتكيف بسرعة مع تغير المناخ، بدأت حكومة كوريا الجنوبية في محاولة الحد من انبعاثات غازات الدفيئة، وهي خطوة تقترب إلى قيام دولة اجتماعية اقتصادية بانبعاثات كربونية منخفضة.

## تغير المناخ

### زيادة في نسبة هطول الأمطار
لدى سول، عاصمة كوريا الجنوبية، 228 سنة من سجلات هطول الأمطار بمقياس شوغوغي، وهي أطول فترة مستمرة لهطول الأمطار في العالم. يوفر سجل هطول الأمطار اليومي مجموعة بيانات عالية الدقة لاكتشاف تفرد الأحداث المناخية القاسية وعقود متعددة من تقلبات الأمطار. استُعمل مقياس شوغوغي لقياس كمية هطول الأمطار من عام 1778 إلى 1907، بالإضافة إلى تطوير معدات المراقبة الحديثة والتي استُخدمت منذ عام 1908. تُظهر مقارنة فترة القياس باستعمال شوغوغي والفترة الحديثة، زيادة كبيرة في متوسط معدل هطول الأمطار. نذكر على سبيل المثال، البيانات الإحصائية لهطول الأمطار في الصيف باستعمال شوغوغي 861.8 مم، بينما بلغت النسبة في الفترة الحديثة 946.5 مم.
نظرًا لزيادة كمية الأمطار في السنوات التسع الماضية بسبب تكرار هطول الأمطار الغزيرة والسيول، أصبح خطر هطول أمطار غزيرة أعلى بكثير في الجزء الجنوبي من شبه الجزيرة من المنطقة الوسطى من كوريا. تتدفق كمية كبيرة من بخار الماء إلى الجزء الجنوبي من شبه الجزيرة (الساحل الجنوبي، جزيرة جيجو) إلى البحر الأصفر في فصل الصيف، ما يؤدي إلى ارتفاع وتيرة هطول الأمطار الغزيرة. أما في الساحل الشرقي من الناحية الأخرى فهناك نسبة منخفضة من الأمطار الغزيرة. اعتبارًا من عام 1990، وعلى مدار العشرين عامًا الأخيرة، أظهرت البيانات زيادة في نسبة الأمطار الغزيرة 25% في ساعات المطر الغزيرة، وزيادة بنسبة 60% في التحذيرات من الأمطار الغزيرة.

### التغييرات في نسبة هطول الأمطار
أُنشأ حزام المطر الاستوائي المُسمى ب«جبهة تشانغما» في خليج البنغال وغرب شمال المحيط الهادئ ليكون نظامًا فرعيًا لشرق آسيا وريحها الموسمية. تتأثر حركة «جبهة تشانغما» نحو الشمال، بتطور التلال شبه الاستوائية. تُسمى هذه الجبهة شبه المتحركة باتجاه الشمال «جبهة تشانغما» في كوريا الجنوبية، والتي تمثل فترة هطول الأمطار الرئيسية. تستغرق «واجهة تشانغما» نحو 4 إلى 5 أسابيع حتى تمر عبر شبه جزيرة كوريا. ينتج عن هذه الحركة البطيئة كمية كبيرة من الأمطار خلال فصل الصيف في أواخر يونيو ويوليو من كل عام في شبه جزيرة كوريا بأكملها. تميل «جبهة تشانغما» في السنوات الأخيرة إلى التحرك بسرعة، لتستغرق أقل من 3 أسابيع للمرور عبر شبه جزيرة كوريا أثناء هطول أمطار غزيرة، بالإضافة إلى عواصف مختلفة الشدة من أواخر يوليو إلى أوائل أغسطس. ويعني هذا أننا نواجه طقسًا أكثر قساوة وأمطارًا غزيرة محلية تحدث بعد «تشانغما». تُعدل ديناميكية أمطار «تشانغما» التي تحدث في أوائل الصيف، والتي تنجم عن الاضطرابات الباروكلينية، بشدة عن طريق إطلاق الحرارة الكامنة، وما تزال غير مفهومة جيدًا. هناك نوع «تشانغما» آخر أيضًا، يمكن تسميته «تشانغما الخريف». هذه ليست بالتأكيد تسمية رسمية من إدارة الأرصاد الجوية الكورية. ومع ذلك، استُخدم مصطلح «تشانغما الخريف» بسبب التغيرات المناخية الأخيرة. تبدأ «تشانغما الخريف» عادة في أواخر أغسطس وتستمر إلى أوائل سبتمبر. بعد انتهاء إعصار شمال المحيط الهادئ بالضبط في شبه جزيرة كوريا، تنتهي «تشانغما الخريف» أيضًا.